# 십대가수
《십대가수》는 Mnet에서 2021년 방송 예정인 청소년들을 대상으로 한 보컬 오디션이다. 당초 2021년 초에 방송될 예정이었으나, 프로그램 완성도를 위해 연기된 상황이다.